# Ana Maria Luísa de La Tour de Auvérnia
Ana Maria Luísa de La Tour de Auvérnia (em francês:  Anne Marie Louise de La Tour d'Auvergne; 1 de agosto de 1722 – 19 de setembro de 1739) foi uma nobre Francesa pertence à casa dos duques soberanos de Bulhão. Foi Marquesa de Gordes e Condessa de Moncha por direito próprio (Suo jure), bem como Princesa de Soubise, por casamento. Morreu apenas com dezassete anos, em trabalho de parto.

## Biografia
Nascida no Hôtel de Bouillon   era filha do Duque Soberano de Bulhão Emanuel Teodósio de La Tour de Auvérnia (1668–1730), e da sua terceira mulher, a duquesa Ana Maria Cristiana de Simiane (1710-1722), tendo sido a única filha nascida deste casamento. A sua mãe veio a falecer em 8 de agosto de 1722, sete dias após ter dado à luz Ana Maria.
O pai era filho de Godofredo Maurício de La Tour de Auvérnia, Duque de Bulhão e de Maria Ana Mancini, sobrinha do Cardeal Mazarino, famosa promotora de um dos salon dessa época. 
Chamada de Mademoiselle de Bouillon, fora prometida em casamento a Carlos de Rohan quando tinha onze anos . O noivo era sete anos mais velho do que ela, sendo o filho mais velo de Júlio de Rohan, Príncipe de Soubise, e de Ana Júlia de Melun.
Em 1737, Ana Maria Luísa foi apresentada à corte por Maria Sofia de Courcillon (1713–1756), segunda mulher de Hércules Mériadec de Rohan, avô de seu marido. Na cerimónia esteve presente Maria Isabel de Rohan, Duquesa de Tallard, tia-avó de seu marido e Governanta dos Filhos de França. 
Por fim, a 29 de dezembro de 1734, teve lugar o casamento. Ela contava apenas doze anos. Deste casamento nasceu uma criança, nascida em Paris em 1737 sendo baptizada com o nome de Carlota de Rohan. 
Ana Maria Luísa detinha os título de Marquesa de Gordes e Condessa de Moncha, que provinham da herança materna, a família Simianes (originária da Provença). Estes títulos foram passados à filha quando Ana Maria Luísa veio a falecer. 
A morte ocorreu em 1739, no Hôtel de Soubise, em Paris, com apenas dezassete anos durante o parto de um menino a quem foi dado o título de conde de Saint-Pol; o menino faleceu em 1742. O marido voltou a casar mais duas vezes: em segundas núpcias com princesa Ana Teresa de Saboia e, em terceiras núpcias, com Victoria de Hesse-Rotenburgo.
Ana Maria Luísa foi sepultada na igreja de La Merci, em Paris, a 29 de setembro de 1739, igreja que é o traditional mausoléu da linha dos Príncipes de Soubise, da Casa de Rohan.

## Descendência

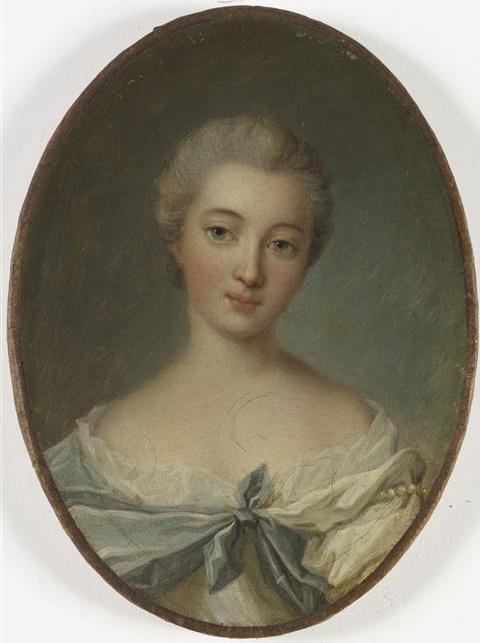
Carlota de Rohan, filha de Ana Maria Luísa.

Do seu casamento com Carlos de Rohan, nasceram duas crianças:
- Carlota de Rohan (Charlotte Élisabeth Godefride) (1737 – 1760), que casou com Luís José, Príncipe de Condé, com geração.
- Conde de Saint Pol (setembro de 1739 – maio de 1742) que não foi batizado; Ana Maria Luísa morreu durante o parto.

## Bibliografía
- Charles Godefroi Sophie Jules Marie de ROHAN in: gw.geneanet.org